# 那智勝浦町営バス
那智勝浦町営バス（なちかつうらちょうえいバス）は、和歌山県東牟婁郡那智勝浦町にて運行している廃止代替バスである。

## 概要
- 熊野交通の路線が2002年3月限りで廃止されたことにより、その代替として運行を開始した。
- 運賃は、50円刻みの区間制である。小学生は半額で、10円未満の端数は切り上げ。
- 運行形態は、道路運送法の規定に基づく自家用自動車（白ナンバー車）による有償運送である。
  - 運行業務を、熊野交通に委託している。

## 路線
以下2路線がある。　※（）内は不経由便あり　
色川線
- 籠 - 口色川 - 円満地公園 - 南平野 - 小阪 - 南平野 - 井関駐在所前 - 那智駅 - 天満（ - 町立温泉病院前） - 須崎 - 国道役場横 - 勝浦駅 - 役場前

太田線
- 小匠 - 出合 - 南大居 - 下里大橋 - 太地駅 - 湯川駅 - 湯川温泉 - 役場前 - 勝浦駅 - 国道役場横 - 須崎（ - 町立温泉病院前） - 天満 - 那智駅

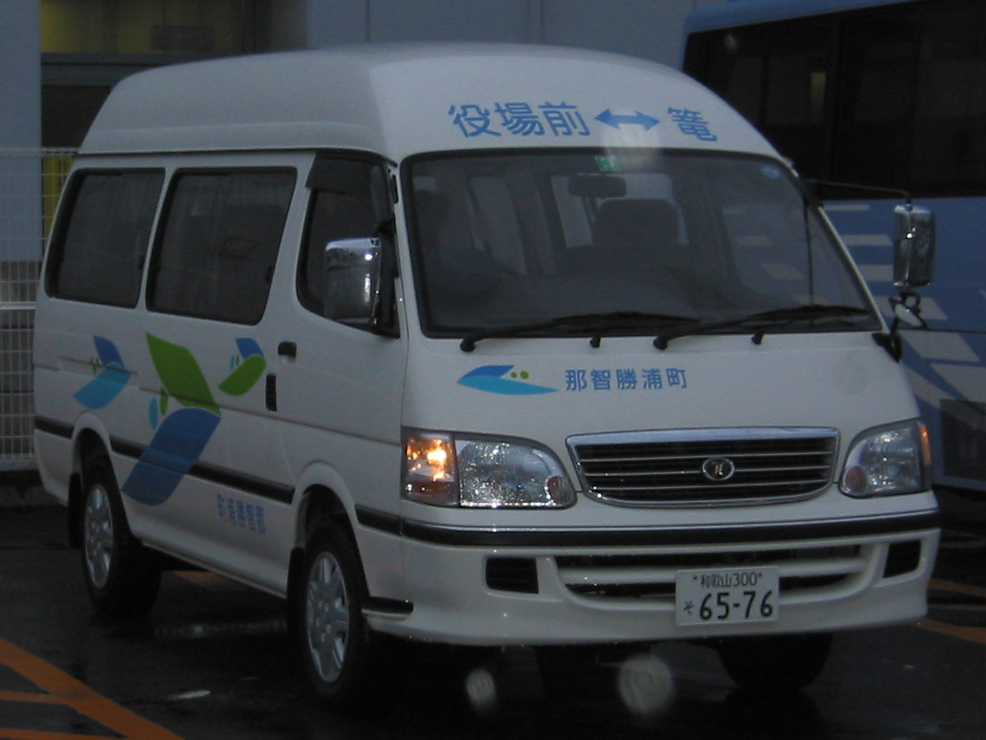
町営バスの車両（2003年当時）